# Corre-soques ala-rogenc
El corre-soques ala-rogenc (Premnornis guttuliger) és una espècie d'ocell de la família dels furnàrids (Furnariidae) i única espècie del gènere Premnornis.

## Hàbitat i distribució
Habita la selva humida de les muntanyes des de Colòmbia i nord-oest de Veneçuela, cap al sud, a través de l'est d'Equador fins l'est del Perú.